# Louis Marc Bacler d'Albe
Pour les articles homonymes, voir Bacler d'Albe.
Louis Marc Bacler d'Albe, né à Issy-les-Moulineaux le 28 octobre 1805 et mort à Dax le 17 mars 1887, est un dessinateur, peintre et lithographe français.

## Biographie
Louis Marc Bacler d'Albe naît le 28 octobre 1885 à Issy-les-Moulineaux. Il est le quatrième fils de Louis Albert Guislain Bacler d'Albe, cartographe personnel et conseiller stratégique de Napoléon Ier, qui est parti de la ville quelques jours plus tôt de la ville pour rejoindre l’empereur en Alsace et préparer une offensive contre l’empire d'Autriche. 
Son père lui enseigne les rudiments du dessin académique, et il se destine à une carrière d’artiste. À Paris, il devient l’élève de Louis Hersent. Il expose aux Salons de 1827 à 1833 et publie plusieurs recueils de lithographies dont Vues des environs du Mont-Blanc, d’après des croquis de son père. 
Après une carrière d’officier, le baron s’installe en tant que rentier à Dax. Il est percepteur et conseiller municipal de la ville. Sur des terrains achetés en 1862 dans le quartier de Saint-Vincent, il fait construire la Villa d’Albe (aujourd’hui Villa Sans-Souci (d)), achevée 1866 par l’architecte Victor Sanguinet et l’entrepreneur Léon Gischia. En 1835, il épouse à Bologne Emily de Villamil (qui meurt en 1855, à 42 ans), fille du négociant Martín de Villamil. Ils ont deux enfants : Marie (ou Blanche), qui épouse Joseph-Eugène Lartigue, employé des ponts et chaussées à Saint-Geours-de-Maremne, et Maurice, receveur des finances à Argelès. Sa seconde épouse est Marie-Anne Harber. Il meurt le 17 mars 1887 à Dax. Son fils hérite de son titre de baron, et la villa est partagée entre ses deux enfants, qui la vendent en 1888. Il est inhumé avec sa seconde épouse, sa fille et son gendre au cimetière Saint-Vincent de Dax (d).

## Œuvres
- Louis Marc Bacler d'Albe a reproduit les Vues des environs du Mont-Blanc, d'après les dessins de son père.
- Le musée de Pontoise possède cinq lithographies exécutées d'après les tableaux de Louis Marc Bacler d'Albe : Vue de Paris prise des Montalets-sous-Meudon (Salon de 1827), Vue prise aux environs de Mont-de-Marsan (Salon de 1831), Bains de César à Cotterets prise de la route des bains de la Rathière (Salon de 1831), Vue d'une partie d'Argelès (Salon de 1833), Environs de Mont-de-Marsan (Salon de 1833)[5].